# Clubes de fútbol del Perú por fundación
En 1840 ya se practicaban algunos deportes como el cricket y  el tenis en algunas ciudades peruanas, pero era de modo ocasional. Sin embargo, el fútbol llegaría en la segunda mitad del siglo XIX, para difundirse por todo el país entre 1880 y 1920 con excepción del Lima Cricket and Football Club fundado en 1859. Era muy practicado por los marinos en el puerto del Callao y por los jóvenes que habían ido a estudiar a Inglaterra. Pronto el estado se empezó a interesar en este deporte ya que ayudaba a la formación de los hombres viriles y con capacidad de acción que su país necesitaba.

## Los primeros clubes de fútbol peruanos
El Association Football Club Club fue el primer club fundado para la práctica del fútbol el 20 de mayo de 1897. La iniciativa correspondió a Augusto Brondi, estudiante del Labarthe, junto con alumnos del colegio Guadalupe y el Convictorio Peruano. El nombre que tomó se debió a "la asociación de muchachos de diversos colegios que por entonces se disputaba entre los clubes de Londres". Sobre este punto, Wilfredo Gameros agrega acertadamente que la intención era diferenciarlo del fútbol rugby, muy popular en Inglaterra durante esos años. Aquí vale una aclaración: el fútbol y el rugby que hoy conocemos anteriormente fueron un solo deporte llamado 'football' hasta 1872, que separaron por diferencias en la aplicación del reglamento. Un sector quería jugar el football sin usar las manos y, otro usando tanto manos como pies. Tras esta separación, los que querían jugar el fútbol usando solo los pies denominaron el juego como football association'. El otro sector que deseaba jugarlo con ambos miembros lo llamó football rugby. En el Perú, por lo menos hasta la primera década del siglo XX también se mantuvo esta diferencia, pero cuando el fútbol superó largamente la popularidad del rugby, simplemente se le llamó football.
El club Association alcanzó gran importancia y su notoriedad fue más fuerte en el segundo lustro de la primera década del siglo XX. En esta época solía pactar encuentros con Lima Cricket and Football Club y Unión Cricket y viajaban al Callao a jugar con equipos del puerto. En esta etapa que empieza a desarrollar su rivalidad con Atlético Chalaco producto de disputados partidos y más de un incidente; rivalidad que mostraría las primeras adhesiones y manifestaciones de competitividad en el fútbol. En la segunda década del XX alcanzó su mejor momento en un periodo que se extiende hasta mediados de los años veinte. Podría decirse que ocupó el lugar dejado por el Unión Cricket tras su desaparición hacia 1912 como representante de la elite limeña en los eventos futbolísticos. 
La fundación de nuevos clubes a fines del siglo XIX manifiesta la necesidad de afirmar la práctica del fútbol y diferenciarlo del cricket, tenis, turf, ejercicios atléticos, ciclismo, etc. Estos deportes eran más populares que el fútbol, a diferencia de Inglaterra donde la práctica del fútbol debía diferenciarse únicamente del rugby. Por esta razón el nombre de los nuevos clubes se hace más explícito. En 1898 empiezan a llevar la palabra football en su denominación. El Unión Foot Ball, se fundó el 10 de julio y el Club Foot Ball Perú el 17 de septiembre. Respecto al Foot Ball Perú fue fundado con la participación de algunos socios del Unión Foot Ball. Sin embargo, la vida institucional de ambos fue bastante efímera, ambos desaparecieron en la primera década del XX. El aspecto más saltante de todos estos clubes es que al momento de su fundación sus socios eran jóvenes en edad escolar. Ésta es la característica más sorprendente entre los clubes formados por peruanos que se dedicaron al fútbol. La más saltante, pero no la única.

### Clubes históricos y patrimonios
En la siguiente lista se muestra a clubes históricos y patrimonios de cada región del Perú, que están activos en la actualidad en los campeonatos de fútbol oficiales en el Perú:
| Club                              | Ciudad                | Fundación       | Estadio                  | Capacidad | División  |
| --------------------------------- | --------------------- | --------------- | ------------------------ | --------- | --------- |
| Lima Cricket                      | Lima                  | 1859 (166 años) | Villa Deportiva          |           | Copa Perú |
| Regatas Lima                      | Lima                  | 1875 (149 años) | Sede Villa Deportiva     |           | Copa Perú |
| Internacional                     | Arequipa              | 1894 (130 años) | Mariano Melgar           | 20.000    | Copa Perú |
| Ciclista Lima                     | Lima                  | 1896 (128 años) | Municipal de Chorrillos  | 10.000    | Copa Perú |
| Alianza Lima                      | Lima                  | 1901 (124 años) | Alejandro Villanueva     | 35.000    | Liga 1    |
| Cienciano                         | Cuzco                 | 1901 (123 años) | Garcilaso de la Vega     | 42.056    | Liga 1    |
| Atlético Chalaco                  | Callao                | 1902 (122 años) | Telmo Carbajo            | 5.000     | Copa Perú |
| Universitario del Cusco           | Cuzco                 | 1903 (121 años) | Universitario            | 1.000     | Copa Perú |
| Sport Victoria del Huayco         | Arequipa              | 1904 (121 años) | Segundo Calderón Chávez  | 2.000     | Copa Perú |
| Unión Carolina                    | Puno                  | 1905 (119 años) | Estadio Carolino         | 5.000     | Copa Perú |
| José Pardo de Iquitos             | Iquitos               | 1906 (118 años) | Max Augustín             | 24.576    | Copa Perú |
| Sport Pisco                       | Pisco                 | 1906 (118 años) | Municipal de Pisco       | 10.000    | Copa Perú |
| Sociedad Tiro 28                  | Cerro de Pasco        | 1907 (117 años) | Alcides Carrión          | 8.000     | Copa Perú |
| Sport Loreto de Iquitos           | Iquitos               | 1908 (116 años) | Max Augustín             | 24.576    | Copa Perú |
| Huancayo Sporting Club            | Huancayo              | 1911 (113 años) | IV Centenario            | 20.000    | Copa Perú |
| Independencia                     | Arequipa              | 1912 (112 años) | Mariano Melgar           | 20.000    | Copa Perú |
| Dos de Mayo de Iquitos            | Iquitos               | 1913 (112 años) | Max Augustín             | 24.576    | Copa Perú |
| José de San Martín                | Huaura                | 1913 (111 años) | Manuel Fumagalli         | 3.000     | Copa Perú |
| Sport Chancay                     | Chancay               | 1914 (111 años) | Rómulo Shaw Cisneros     | 3.500     | Copa Perú |
| Jorge Chávez                      | Huaura                | 1914 (110 años) | Manuel Fumagalli         | 3.000     | Copa Perú |
| FBC Melgar                        | Arequipa              | 1915 110 años)  | Monumental de la UNSA    | 45.000    | Liga 1    |
| Bella Esperanza                   | Cerro Azul            | 1915 (109 años) | Roberto Yáñez            | 5.000     | Copa Perú |
| Atlético Huacho                   | Huacho                | 1915 (109 años) | Segundo Aranda Torres    | 6.500     | Copa Perú |
| Sport Victoria                    | Ica                   | 1916 (109 años) | Jose Picasso Peratta     | 8.000     | Copa Perú |
| FBC Aurora                        | Arequipa              | 1916 (108 años) | Mariano Melgar           | 20.000    | Copa Perú |
| Alfonso Ugarte de Chiclín         | Trujillo              | 1917 (107 años) | Mansiche                 | 25.036    | Copa Perú |
| White Star                        | Arequipa              | 1917 (107 años) | Mariano Melgar           | 20.000    | Copa Perú |
| Circolo Sportivo Italiano         | Lima                  | 1917 (107 años) | Municipal de San Isidro  | 2.000     | Copa Perú |
| Unión Cartavio                    | Cartavio              | 1918 (106 años) | Unión Cartavio           | 1.000     | Copa Perú |
| Dos de Mayo de Tarma              | Tarma                 | 1919 (106 años) | Unión Tarma              | 9.000     | Copa Perú |
| Siete de Junio                    | Casa Grande           | 1919 (106 años) | Municipal de Casa Grande | 8.000     | Copa Perú |
| América Sport Club                | Mollendo              | 1919 (105 años) | Municipal de Mollendo    | 5.000     | Copa Perú |
| Atlético Grau                     | Piura                 | 1919 (105 años) | Miguel Grau              | 25.000    | Liga 1    |
| Inclán Sport Club                 | Mollendo              | 1919 (105 años) | Municipal de Mollendo    | 5.000     | Copa Perú |
| Sport San Martín                  | Tumbes                | 1919 (105 años) | Mariscal Cáceres         | 12.000    | Copa Perú |
| Atlético Ascopano                 | Ascope                | 1919 (105 años) | Mario Erozzoli           | 1.000     | Copa Perú |
| José Pardo de Tumán               | Tumán                 | 1919 (105 años) | Eugenio Zapata Mingoya   | 5.000     | Copa Perú |
| Sport Escudero                    | Piura                 | 1919 (105 años) | Miguel Grau              | 25.000    | Copa Perú |
| Jorge Chávez                      | Sullana               | 1919 (105 años) | Campeones del 36         | 20.000    | Copa Perú |
| Alianza Atlético                  | Sullana               | 1920 (105 años) | Campeones del 36         | 20.000    | Liga 1    |
| Sport Bolognesi                   | Pisco                 | 1920 (104 años) | Municipal de Pisco       | 10.000    | Copa Perú |
| Carlos Tenaud                     | Trujillo              | 1921 (103 años) | Mansiche                 | 25.036    | Copa Perú |
| Athletic Club Lores               | Yurimaguas            | 1922 (103 años) | Ricardo Cruzalegui       | 5.000     | Copa Perú |
| FBC Piérola                       | Arequipa              | 1922 (103 años) | Mariano Melgar           | 20.000    | Copa Perú |
| Sport Estrella                    | Pueblo Nuevo de Colán | 1922 (102 años) | Estadio Revolución       | 1.000     | Copa Perú |
| Deportivo Olímpico                | Camaná                | 1922 (102 años) | 9 de Noviembre           | 5.000     | Copa Perú |
| Juan Aurich                       | Chiclayo              | 1922 (102 años) | Elías Aguirre            | 23.000    | Liga 3    |
| Marítimo Sport Club               | Mollendo              | 1922 (102 años) | Municipal de Mollendo    | 5.000     | Copa Perú |
| Alianza Pisco                     | Pisco                 | 1923 (102 años) | Municipal de Pisco       | 10.000    | Copa Perú |
| Nacional FBC                      | Mollendo              | 1923 (102 años) | Municipal de Mollendo    | 5.000     | Liga 3    |
| Atlético Luren                    | Ica                   | 1923 (101 años) | José Picasso Peratta     | 8.000     | Copa Perú |
| Octavio Espinosa                  | Ica                   | 1923 (101 años) | José Picasso Peratta     | 8.000     | Copa Perú |
| Los Espartanos                    | Pacasmayo             | 1924 (101 años) | Municipal de Pacasmayo   | 7.010     | Copa Perú |
| Universitario                     | Lima                  | 1924 (100 años) | Monumental               | 80.093    | Liga 1    |
| Colegio Nacional de Iquitos       | Iquitos               | 1926 (98 años)  | Max Augustín             | 24.576    | Copa Perú |
| Boca Juniors de Chiclayo          | Chiclayo              | 1926 (98 años)  | Elías Aguirre            | 23.000    | Copa Perú |
| Emilio San Martín                 | Moyobamba             | 1927 (98 años)  | Municipal de Moyobamba   | 20.000    | Copa Perú |
| Sportivo Huracán                  | Arequipa              | 1927 (98 años)  | Mariano Melgar           | 20.000    | Copa Perú |
| Deportivo Estrella                | Camaná                | 1927 (97 años)  | 9 de Noviembre           | 5.000     | Copa Perú |
| Sport Boys                        | Callao                | 1927 (97 años)  | Miguel Grau              | 17.000    | Liga 1    |
| San Lorenzo de Chiclayo           | Chiclayo              | 1928 (97 años)  | Elías Aguirre            | 23.000    | Copa Perú |
| Alfonso Ugarte de Puno            | Puno                  | 1928 (96 años)  | Enrique Torres Belón     | 25.000    | Copa Perú |
| Sport Cañari                      | Pomabamba             | 1928 (96 años)  | Municipal de Pomabamba   | 2.000     | Copa Perú |
| Asociación Deportiva Tarma        | Tarma                 | 1929 (95 años)  | Unión Tarma              | 9.000     | Liga 1    |
| Sport Liberal                     | Piura                 | 1929 (95 años)  | Miguel Grau              | 25.000    | Copa Perú |
| Sport Paramonga                   | Paramonga             | 1929 (95 años)  | Alejandro Gonzales       | 5.000     | Copa Perú |
| Defensor Convento                 | Pomabamba             | 1929 (95 años)  | Municipal de Pomabamba   | 2.000     | Copa Perú |
| Alfonso Ugarte de Tacna           | Tacna                 | 1929 (95 años)  | Jorge Basadre            | 19.850    | Copa Perú |
| Coronel Bolognesi                 | Tacna                 | 1929 (95 años)  | Jorge Basadre            | 19.850    | Copa Perú |
| Defensor Lima                     | Lima                  | 1931 (93 años)  | GUE Mariano Melgar       | 1.000     | Copa Perú |
| Aurora Chancayllo                 | Chancay               | 1931 (93 años)  | Rómulo Shaw Cisneros     | 3.500     | Copa Perú |
| Deportivo Municipal               | Lima                  | 1935 (89 años)  | Iván Elías Moreno        | 10.000    | Liga 3    |
| Deportivo Maldonado               | Puerto Maldonado      | 1935 (89 años)  | IPD de Puerto Maldonado  | 6.500     | Copa Perú |
| Alianza Aurora                    | Barranca              | 1936 (89 años)  | Municipal de Barranca    | 5.000     | Copa Perú |
| Atlético Independiente            | Cañete                | 1938 (86 años)  | Roberto Yáñez            | 5.000     | Copa Perú |
| Libertad                          | Trujillo              | 1939 (86 años)  | Mansiche                 | 25.036    | Copa Perú |
| Alianza Universidad               | Huánuco               | 1939 (86 años)  | Heraclio Tapia           | 20.000    | Liga 1    |
| Sport Loreto de Pucallpa          | Pucallpa              | 1939 (85 años)  | Aliardo Soria            | 25.000    | Copa Perú |
| Cultural Casma                    | Casma                 | 1941 (83 años)  | Valeriano López          | 2.000     | Copa Perú |
| Racing FBC                        | Huancavelica          | 1942 (83 años)  | IPD de Huancavelica      | 2.500     | Copa Perú |
| Defensor Zarumilla                | Nazca                 | 1942 (82 años)  | Municipal de Nasca       | 10.000    | Copa Perú |
| Atlético Mollendo                 | Mollendo              | 1945 (79 años)  | Municipal de Mollendo    | 5.000     | Copa Perú |
| Independiente Cantayo             | Nazca                 | 1945 (79 años)  | Municipal de Nasca       | 10.000    | Copa Perú |
| San Francisco de Asís             | Bagua Grande          | 1946 (79 años)  | San Luis de Bagua        | 2.000     | Copa Perú |
| Racing Club                       | Huamachuco            | 1946 (78 años)  | Municipal de Huamachuco  | 5.000     | Copa Perú |
| León de Huánuco                   | Huánuco               | 1946 (78 años)  | Heraclio Tapia           | 20.000    | Copa Perú |
| Deportivo Pucallpa                | Pucallpa              | 1946 (78 años)  | Aliardo Soria            | 25.000    | Copa Perú |
| Higos Urco                        | Chachapoyas           | 1947 (77 años)  | Kuélap                   | 5.000     | Copa Perú |
| Unión Huaral                      | Huaral                | 1947 (77 años)  | Julio Lores Colán        | 5.962     | Liga 3    |
| Sport Águila                      | Huancayo              | 1947 (77 años)  | IV Centenario            | 20.000    | Copa Perú |
| Deportivo Pacífico                | Zarumilla             | 1949 (75 años)  | 24 de julio              | 5.000     | Copa Perú |
| Deportivo Ferrocarril             | Zarumilla             | 1950 (75 años)  | 24 de julio              | 5.000     | Copa Perú |
| Social Episa                      | Ilo                   | 1950 (74 años)  | Mariscal Nieto           | 3.000     | Copa Perú |
| Juventud La Palma                 | Huacho                | 1950 (74 años)  | Segundo Aranda Torres    | 6.500     | Copa Perú |
| Walter Ormeño                     | Cañete                | 1950 (74 años)  | Óscar Ramos Cabieses     | 5.000     | Copa Perú |
| José Gálvez                       | Chimbote              | 1951 (73 años)  | Manuel Rivera Sánchez    | 25.000    | Copa Perú |
| CDS Sachapuyos                    | Chachapoyas           | 1952 (72 años)  | Estadio Kuélap           | 12.000    | Copa Perú |
| Deportivo Cali                    | Tarapoto              | 1953 (71 años)  | Carlos Vidaurre García   | 7.000     | Copa Perú |
| Asociación Deportiva Agropecuaria | Jaén                  | 1953 (71 años)  | Víctor Montoya Segura    | 9.000     | Copa Perú |
| Deportivo Bancos                  | Pucallpa              | 1954 (70 años)  | Aliardo Soria            | 25.000    | Copa Perú |
| Miguel Grau                       | Abancay               | 1955 (70 años)  | Monumental de Condebamba | 10.000    | Copa Perú |
| Social Chalaca                    | Ilo                   | 1955 (69 años)  | Mariscal Nieto           | 3.000     | Copa Perú |
| Unión Tarapoto                    | Tarapoto              | 1955 (69 años)  | Carlos Vidaurre García   | 7.000     | Copa Perú |
| Sporting Cristal                  | Lima                  | 1955 (69 años)  | Alberto Gallardo         | 15.000    | Liga 1    |
| Atlético Torino                   | Talara                | 1957 (68 años)  | Campeonísimo             | 8.000     | Copa Perú |
| Deportivo Garcilaso               | Cuzco                 | 1957 (68 años)  | Garcilaso de la Vega     | 15.000    | Liga 1    |
| Atlético Huracán                  | Moquegua              | 1958 (66 años)  | 25 de Noviembre          | 21.000    | Copa Perú |
| Carlos A. Mannucci                | Trujillo              | 1959 (65 años)  | Mansiche                 | 25.036    | Liga 2    |
| Unión Deportivo Ascensión         | Huancavelica          | 1959 (65 años)  | IPD de Huancavelica      | 2.500     | Liga 3    |
| Atlético Belén                    | Moyobamba             | 1960 (65 años)  | IPD de Moyobamba         | 10.000    | Copa Perú |
| Mariscal Miller                   | Tacna                 | 1961 (64 años)  | Jorge Basadre            | 19.850    | Copa Perú |
| Deportivo Junín                   | Huancayo              | 1962 (62 años)  | IV Centenario            | 20.000    | Copa Perú |
| Sporting Pizarro                  | Tumbes                | 1964 (61 años)  | Mariscal Cáceres         | 12.000    | Copa Perú |
| Universidad Técnica               | Cajamarca             | 1964 (60 años)  | Héroes de San Ramón      | 10.000    | Liga 1    |
| Diablos Rojos de Juliaca          | Juliaca               | 1965 (60 años)  | Guillermo Briceño        | 14.100    | Liga 3    |
| Rosario FC                        | Huaraz                | 1965 (59 años)  | Rosas Pampa              | 20.000    | Copa Perú |
| Mariscal Nieto                    | Ilo                   | 1966 (58 años)  | Mariscal Nieto           | 3.000     | Copa Perú |
| Sport Ancash                      | Huaraz                | 1967 (57 años)  | Rosas Pampa              | 20.000    | Copa Perú |
| Diablos Rojos de Huancavelica     | Huancavelica          | 1968 (56 años)  | IPD de Huancavelica      | 2.500     | Copa Perú |
| Deportivo Educación               | Abancay               | 1972 (52 años)  | Monumental de Condebamba | 10.000    | Copa Perú |

### Clubes históricos desaparecidos
La siguiente lista muestra los clubes de fútbol extintos del Perú, ordenados según su fecha de fundación.
| Club                      | Fundación | Ciudad | Desaparición | Estadio                |
| ------------------------- | --------- | ------ | ------------ | ---------------------- |
| Unión Cricket             | 1893      | Lima   | 1913         | Estadio Guadalupe      |
| Association Football Club | 1897      | Lima   | 1927         | Estadio Guadalupe      |
| Atlético Pardo            | 1899      | Callao | 1910         | Telmo Carbajo          |
| Libertad del Callao       | 1899      | Callao | 1905         | Telmo Carbajo          |
| Independencia del Callao  | 1900      | Callao | 1906         | Telmo Carbajo          |
| San Martín del Callao     | 1900      | Callao | 1910         | Telmo Carbajo          |
| Sport Bolognesi           | 1902      | Callao | 1911         | Telmo Carbajo          |
| Centro Sport Inca         | 1908      | Lima   | 1992         | Estadio Guadalupe      |
| Sport José Gálvez         | 1908      | Lima   | 1967         | Estadio Guadalupe      |
| Jorge Chávez Nr. 1        | 1910      | Lima   | 1992         | Estadio Guadalupe      |
| Sportivo Tarapacá         | 1911      | Lima   | 1938         | Estadio Guadalupe      |
| Sport Progreso            | 1912      | Lima   | 1990         | Estadio Guadalupe      |
| Jorge Chávez              | 1913      | Callao | 1969         | Telmo Carbajo          |
| Unión Minas               | 1974      | Pasco  | 2011         | Daniel Alcides Carrión |
| Unión Buenos Aires        | 1917      | Callao | 1990         | Telmo Carbajo          |
| Porvenir Miraflores       | 1922      | Lima   | 1986         | Estadio Nacional       |
| Mariscal Sucre            | 1925      | Lima   | 1978         | Estadio Nacional       |
| Sporting Tabaco           | 1926      | Lima   | 1955         | Estadio Nacional       |
| Atlético Telmo Carbajo    | 1928      | Callao | 1976         | Telmo Carbajo          |
| Defensor Arica            | 1929      | Lima   | 1972         | Estadio Nacional       |